# Uniomerus excultus
Uniomerus excultus är en musselart som först beskrevs av Conrad 1838.  Uniomerus excultus ingår i släktet Uniomerus och familjen målarmusslor. Inga underarter finns listade i Catalogue of Life.